# Magnuszew Duży
Magnuszew Duży – wieś sołecka w Polsce położona w województwie mazowieckim, w powiecie makowskim, w gminie Szelków. Leży nad rzeką Orzyc. 
| SIMC    | Nazwa     | Rodzaj      |
| ------- | --------- | ----------- |
| 0521207 | Magnuszew | osada leśna |
| 0521213 | Magnuszew | osada leśna |

Według administracji kościelnej miejscowość przynależy do parafii Szelków. 
Wieś prywatna Królestwa Kongresowego Magnuszewo Wielkie, położona była w 1827 roku w powiecie pułtuskim, obwodzie pułtuskim województwa płockiego. W latach 1975–1998 miejscowość administracyjnie należała do województwa ostrołęckiego.